# Electronic Entertainment Expo 2009
L'edizione 2009 dell'Electronic Entertainment Expo ha avuto un "ritorno alle origini", ed è stata riaperta al pubblico.

## Titoli presentati
| PlayStation 3 - Final Fantasy XIV (anche PC) - Agent - The Last Guardian - God of War III - Assassin's Creed 2 - ModNation Racers - Uncharted 2: Among Thieves" - PlayStation Motion Controller - 50 nuovi PSOne Classics PlayStation Portable - PlayStation Portable Go (redesign della PSP) - Assassin's Creed: Bloodlines - Gran Turismo Mobile - Metal Gear Solid: Peace Walker - Resident Evil Portable - Shin Megami Tensei: Persona - 50 nuovi PSOne Classics | Wii & DS - Golden Sun DS - Il professor Layton e lo scrigno di Pandora - New Super Mario Bros. Wii - Mario & Luigi: Viaggio al centro di Bowser - Metroid: Other M - Super Mario Galaxy 2 - Wii Fit Plus Xbox 360 - Crackdown 2 - Forza Motorsport 3 - Halo: Reach - Assassin's Creed 2 - Left 4 Dead 2 (anche PC) - Perfect Dark (Xbox LIVE Arcade) - Kinect (telecamera con sensore di movimento) - Facebook su Xbox LIVE - Tom Clancy's Splinter Cell: Conviction - Twitter su Xbox LIVE - Film in HD visibili tramite Xbox LIVE - NXE Avatar Store | 2K Games - Borderlands (PC, PS3, X360) Capcom - Tatsunoko vs. Capcom: Ultimate All Stars (Wii) Crytek - Crysis 2 (PC, PS3, X360) Konami - Metal Gear Rising: Revengeance (PC, PS3, X360) - Castlevania: Lords of Shadow (PS3, X360) Square Enix - Front Mission Evolved (PC, PS3, X360) - Nier (PS3, X360) - Supreme Commander 2 (PC, X360) |